# Acteurs japonais: Bataille au sabre
Acteurs japonais: Bataille au sabre è un cortometraggio del 1898 diretto da Constant Girel.
Catalogo Lumiere n° 978

## Trama
Constant Girel, documenta un combattimento acrobatico tra diversi uomini armati di lance e sciabole.

## Produzione

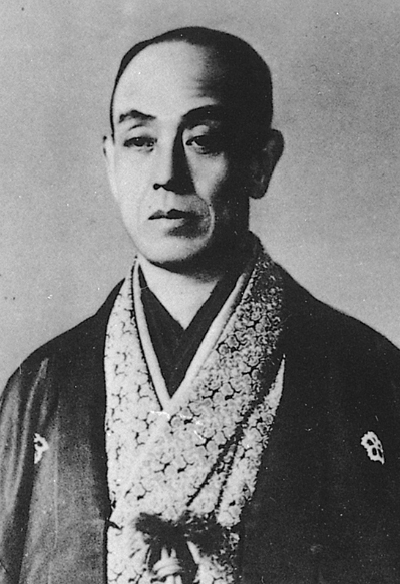
Sadanji Ichikawa

Nella parte desta del film si nota l'attore Sadanji Ichikawa